# فيروس بيكورناوي فرسي مستقر الحمض
فيروس بيكورناوي فرسي مستقر الحمض (بالإنجليزية: Acid-stable equine picornaviruses)‏ هو فيروس ضمن عائلة الفيروسات البيكورناوية.